# Цвета дней недели в Таиланде
Цвета дней недели в Таиланде присваиваются по старинному астрологическому правилу, которое появилось под влиянием индуистской мифологии и которому следуют в кхмерской и тайской культурах. Каждый цвет дня соответствует определённому богу-покровителю и определённому небесному телу. В каждый из этих дней тайцы носят одежду определённых цветов, приносящих удачу.

## Список цветов

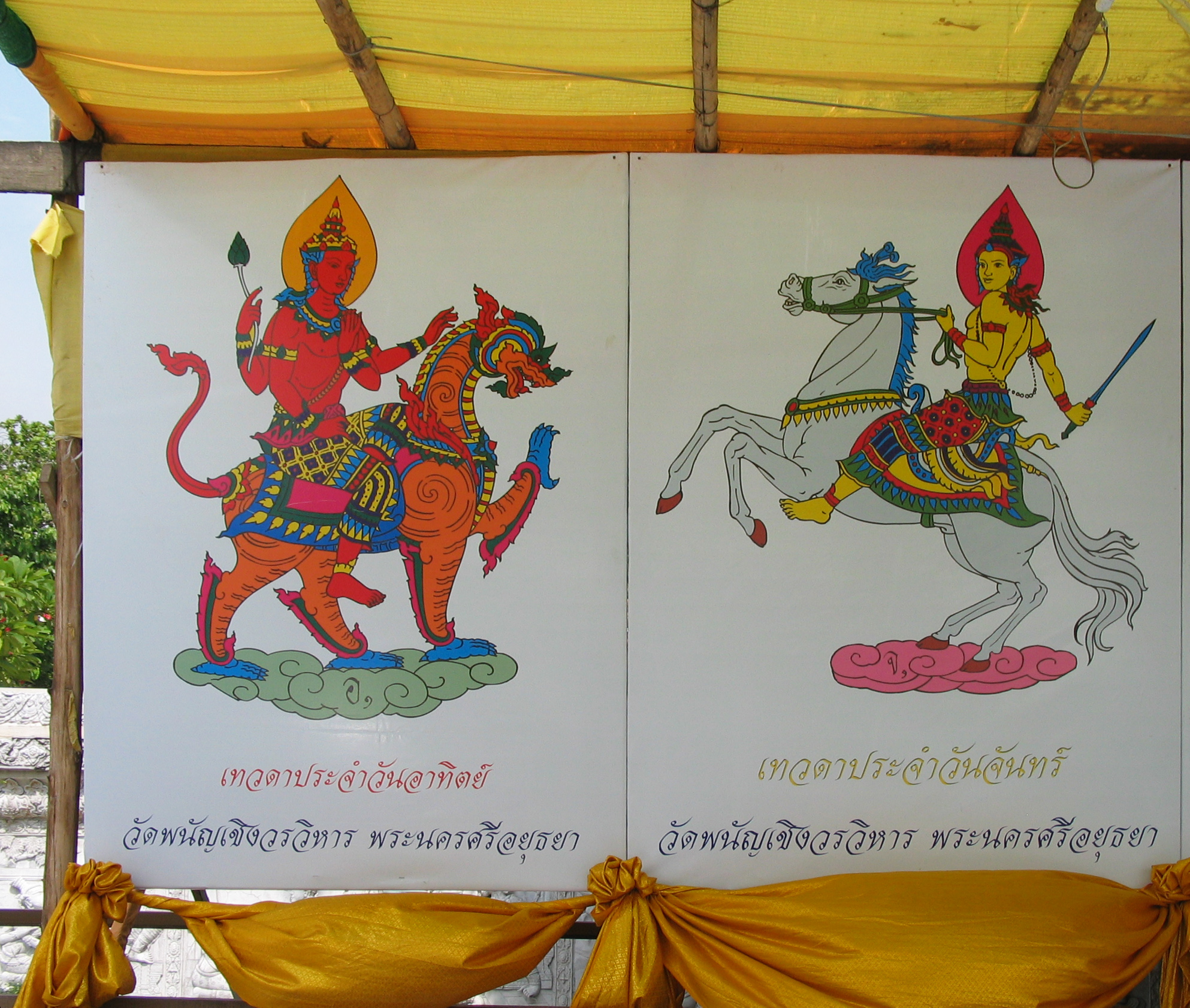
Воскресенье и понедельник

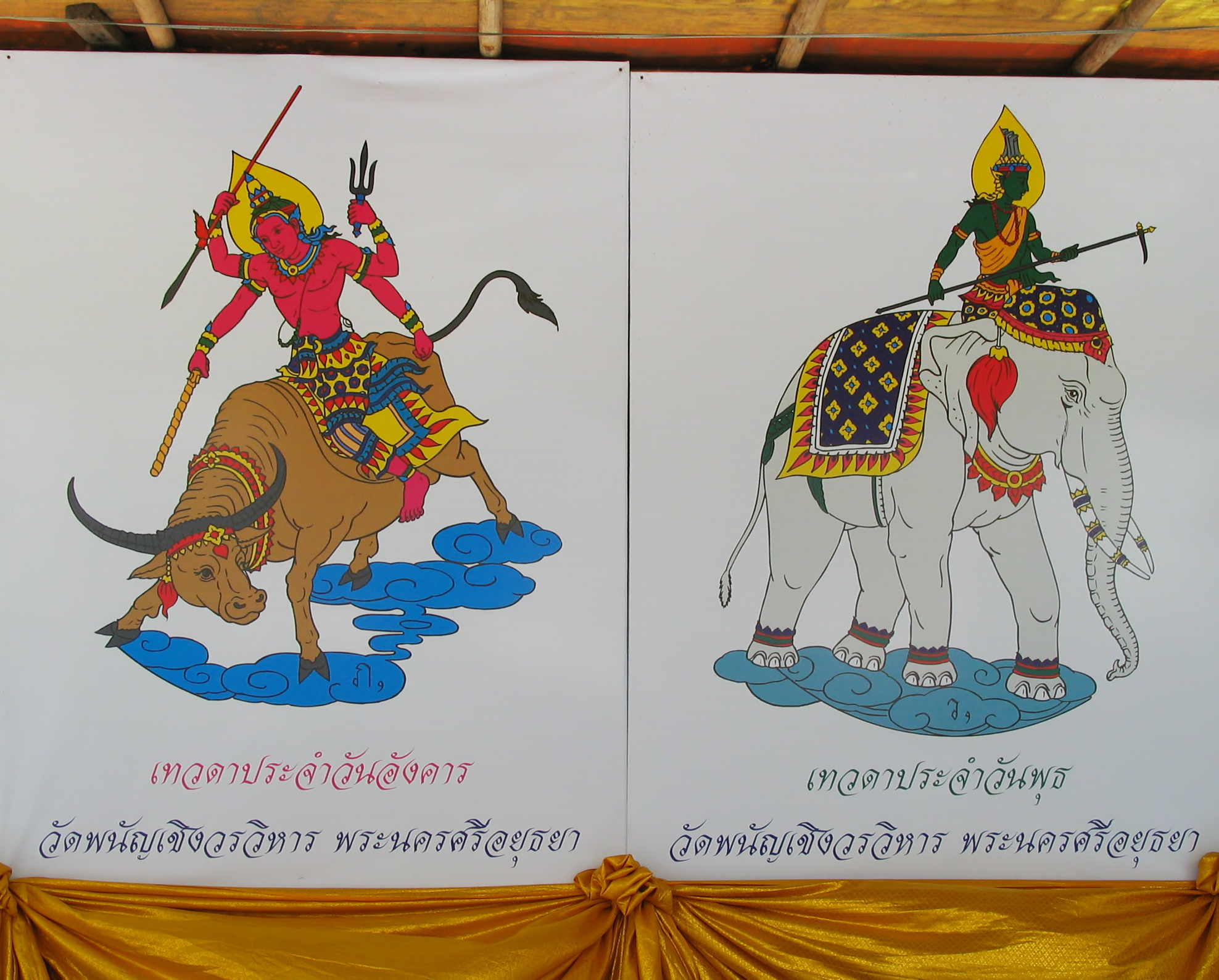
Вторник и среда

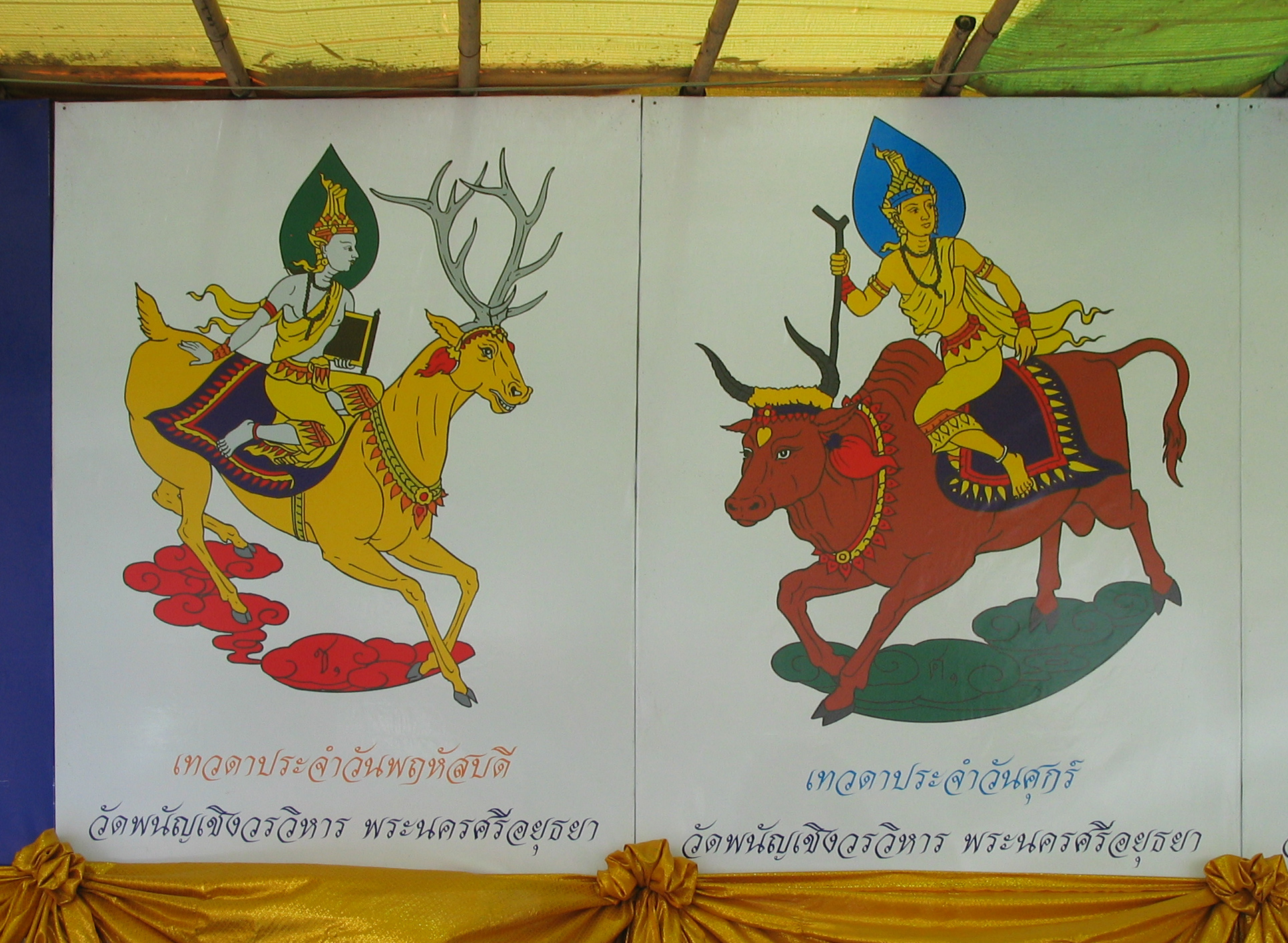
Четверг и пятница

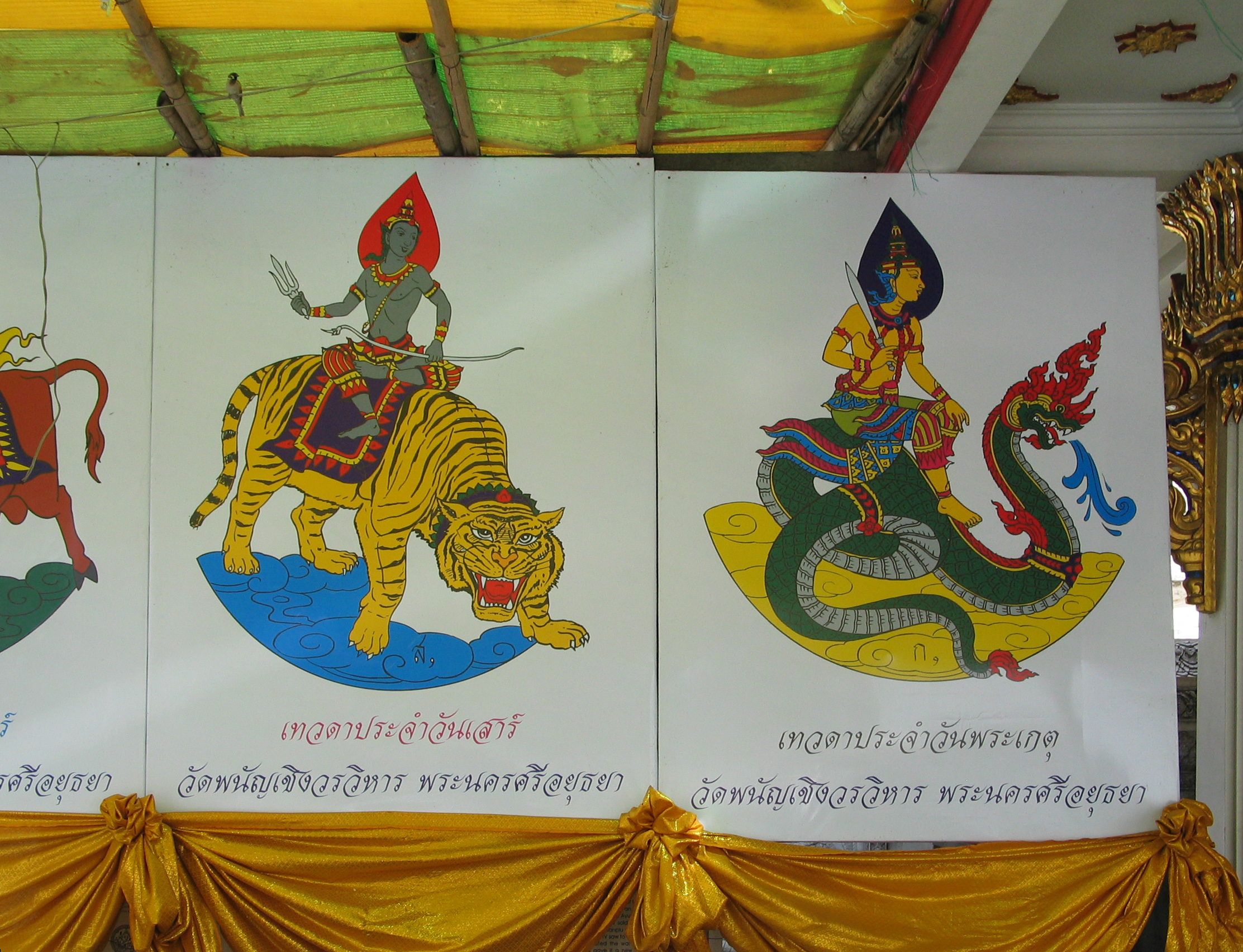
Суббота (слева)

Согласно индуистской мифологии, у каждого индуистского бога есть собственное ездовое животное; тайцы же приписывают каждому божеству определённый цвет и планету. Так, покровителем воскресенья считается Сурья, чьим традиционным цветом является красный. Соответственно, синий носить в воскресенье крайне не рекомендуется по тайским традициям, чтобы не повлечь неприятные события или совершение плохих поступков.
| День недели | На тайском                    | Цвет            | Небесное тело | Божество                                           | Несчастливый цвет |
| ----------- | ----------------------------- | --------------- | ------------- | -------------------------------------------------- | ----------------- |
| Воскресенье | тайск. วันอาทิตย์ – Ван Атхит    | Красный         | Солнце        | Сурья (тайск. พระอาทิตย์, Пхра Атхит)                | Синий             |
| Понедельник | тайск. วันจันทร์ – Ван Дзан      | Жёлтый          | Луна          | Чандра (พระจันทร์, Пхра Дзан)                        | Красный           |
| Вторник     | тайск. วันอังคาร – Ван Ангкхан  | Розовый         | Марс          | Мангала (тайск. พระอังคาร, Пхра Ангкхан)            | Жёлтый            |
| Среда       | тайск. วันพุธ – Ван Пхут        | Зелёный         | Меркурий      | Будха (тайск. พระพุธ, Пхра Пхут)                    | Розовый           |
| Четверг     | тайск. วันพฤหัสฯ – Ван Пхарыхат | Оранжевый       | Юпитер        | Брихаспати (тайск. พระพฤหัสบดี, Пхра Пхарыхатсабоди) | Фиолетовый        |
| Пятница     | тайск. วันศุกร์ – Ван Сук        | Небесно-голубой | Венера        | Шукра (тайск. พระศุกร์, Пхра Сук)                    | Чёрный            |
| Суббота     | тайск. วันเสาร์ – Ван Сау       | Фиолетовый      | Сатурн        | Шани (тайск. พระเสาร์, Пхра Сау)                    | Зелёный           |

### Комментарии
- Воскресенье: Сурья — в индуизме бог Солнца, Адитья, сын Кашьяпы и Адити. В Таиланде называется «Пхра Атхит» (сокращение от «Пхра Сурьятхит»). По индуистским верованиям, разъезжает по небу на колеснице, запряжённой львами, а его возничий зовётся «Арун» («восходящее солнце»). Элемент — огонь, отсюда его цвет — красный.
- Понедельник: Чандра — в индуизме бог Луны. В Таиланде называется «Пхра Дзан». По индуистским верованиям, разъезжает по небу каждую ночь в колеснице, запряжённой десятью лошадьми цвета жасмина. Сзади в колеснице часто сидит заяц. Элемент — земля.
- Вторник: Мангала — в индийской астрологии название Марса. В Таиланде называется «Пхра Ангкхан». Бог войны, очень сильный. Ездовое животное — водяной буйвол. Его кожа — розовая или красная (цвет Марса), его одеяния — красного цвета, он также носит с собой красные цветы за ухом. У этого бога четыре руки, в которых он держит «божественное оружие»: копьё, дротик и дубинку. Элемент — воздух.
- Среда: Будха (не путать с Буддой) — в индуизме название Меркурия. Сын Чандры, бога Луны. В Таиланде называется «Пхра Пхут». Элемент — вода, покровитель торговцев. Его кожа — изумрудно-зелёная, ездовое животное — слон. Пхра Пхут часто изображается как отшельник.
- Четверг: Брихаспати — имя божества из Ригведы. Олицетворение благочестия и религии. В Таиланде называется «Пхра Пхарыхатсабоди» или «Пха Пхарыхат». Покровитель божеств и учителей Индры. Элемент — земля, ездовое животное — золотой олень.
- Пятница: Шукра — индуистское божество, чьё имя в переводе с санскрита означает «чистота», «истина», «яркость». В Таиланде называется «Пхра Сук». Отшельник, бог любви, символ мира. Элемент — вода, цвет тела напоминает восход солнца. Проживает в золотом жилище. Ездовое животное — мифологический бык Асупхарат, которого Шива создал для скота.
- Суббота: Шани — в индийской астрологии один из девяти Наваграх, девяти персонифицированных планет. Шани олицетворяет Сатурн. В Таиланде называется «Пхра Сао», божество сельского хозяйства, цивилизации и бедствий. Элемент — огонь, у него чёрная кожа и светящиеся глаза. Ездовое животное — тигр, в руках он держит копьё и лук со стрелами. Весной заботится о первом сезоне дождей.

## Использование цветов на праздники
Цвета дней недели в Таиланде являются традиционными праздничными: так, долгое время 5 декабря в Таиланде при праздновании дня рождения короля использовались украшения жёлтого цвета, поскольку днём рождения короля Рамы IX (Пхумипона Адульядета) был понедельник 5 декабря 1927 года. 28 июля 1952 года, когда родился нынешний король Рама X (Маха Вачиралонгкорн), также выпал на понедельник; следовательно, при праздновании дня рождения нового короля также будут использоваться жёлтые цвета. Подобную традицию соблюдают во многих школах учителя.
В определённые дни, согласно тайским традициям, не рекомендуется использовать в одежде определённые цвета. Для вторника выделяются сразу два «несчастливых» цвета — жёлтый и белый, как и для пятницы — чёрный и тёмно-синий. Для среды есть также два «удачных» цвета — зелёный для светлого времени суток и серый для тёмного времени суток, что связано во многом со связыванием сторон света и дней недели (см. ниже).

## Важность дней в буддизме

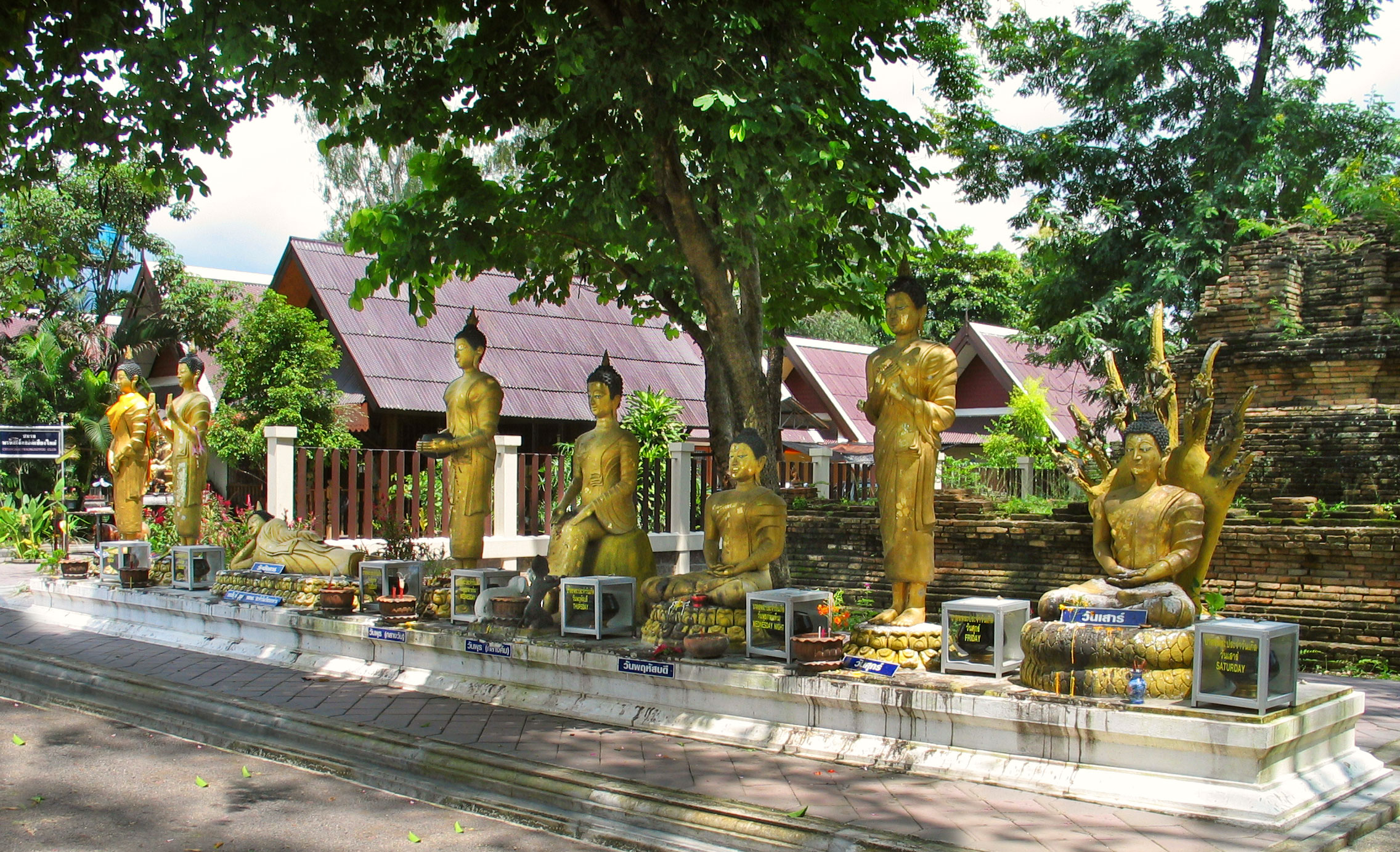
Будда «на каждый день» (Ват Чет Таео, Чиангмай)

Каждый день недель связан с изображением Будды и определённого положения рук (Мудра), поскольку в древние времена предполагалось, что некоторые события в жизни Будды происходили в определённые дни недели. В тайских храмах (ватах) часто можно увидеть восемь различных статуй Будды, перед которыми верующие складывают подаяния.
Для определённых брахманских церемоний необходимо, чтобы были связаны стороны света с каждым днём недели. Такие важные торжества, как свадьба или посвящение в монахи, требуют ориентирования при помощи компаса, чтобы они хорошо прошли. На каждый день есть свои «счастливые» и «несчастливые» стороны света. Однако поскольку компас имеет восемь направлений, а неделя состоит из семи дней, для среды выделяются два «счастливых» направления — для утра среды и для вечера (или до полудня и после полудня).